# Artabano III

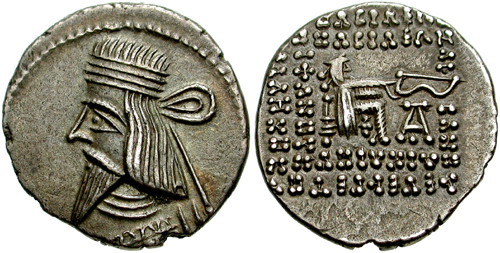
Moneda de Artabano III

Artabano III o Ardaván III fue rival de Pacoro II por la corona del Imperio parto durante el reinado de este último, contra el cual se rebeló. Su propio reino se extendió de circa del año 80 al 90. En una moneda acuñada en el año 80, se llama a sí mismo Arsaces Artabano. En términos políticos, fue lo suficientemente fuerte para apoyar a Terencio Máximo, un pretendiente al cargo de emperador romano quien se levantó en Asia Menor bajo el nombre de Nerón; sin embargo, Artabano no pudo sostenerse ante el poderío de Pacoro.
| Predecesor: Pacoro II | Sah de Partia (de la Dinastía Arsácida) 80–90 | Sucesor: Pacoro II |